# 釜蔚慶
釜蔚慶（プウルギョン、朝: 부울경、英: Buulgyeong）は、 釜山広域市と蔚山広域市、慶尚南道地域のことである。東南圏と呼ばれることもある。釜山広域市が慶尚南道から分離した時期は蔚山広域市よりも34年早いため、この地域を指す時に釜慶という言葉も幅広く使われ、釜慶大学校のように学校の名称に使われている。政治的には、釜山と慶尚南道の旧ローマ字表記の頭文字を取ったPKを使うこともある。
第8代高麗王、顕宗の時代、嶺南地方一帯に慶尚道が設置され、1896年に十三道制が実施されて今の釜山、蔚山と慶尚南道にあたる地域に慶尚南道が設置された。1963年に釜山直轄市が設置されて慶尚南道から分離され、1997年には蔚山広域市が慶尚南道から分離された。
釜蔚慶地域はソウルを中心とした首都圏地域に次ぐ韓国の経済、産業、交通、貿易の中心地である。人口もまた首都圏地域の次に多く、約800万人が居住する。釜蔚慶の中心地域は韓国第二の都市である釜山広域市であり、以前より交通が発達した結果、釜山を中心とした釜蔚慶内の交流が活発になっている。代表的には釜山鎭海経済自由区域と釜山蔚山高速道路がある。
最近は、釜蔚慶地域の連帯性と連結性を高めるために、多くの観光プログラムと関連プログラムが生まれている。